# Plebiscito no Brasil em 1993

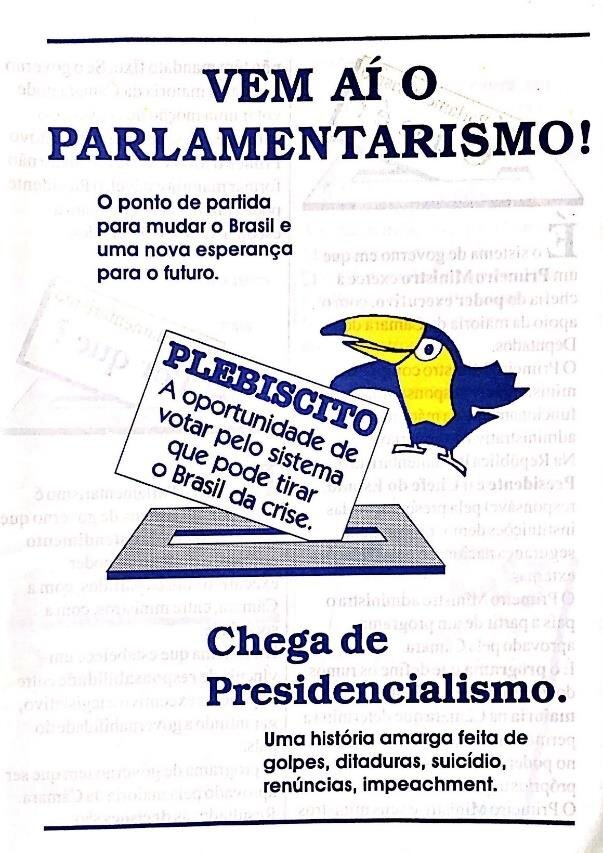
Panfleto da campanha parlamentarista.

O plebiscito de 1993 no Brasil ocorreu em 21 de abril de 1993 para determinar a forma e o sistema de governo do país. Após a redemocratização do Brasil, uma emenda da nova Constituição determinava a realização de um plebiscito para se decidir se o país deveria ter uma forma de governo republicana ou monarquista, e se o sistema de governo seria presidencialista ou parlamentarista. A Emenda Constitucional número 2, de 25 de agosto de 1992, alterou a data constitucionalmente prevista para o plebiscito, 7 de setembro de 1993, antecipando-o para o dia 21 de abril de 1993. A lei número 8.624, sancionada pelo presidente Itamar Franco em 4 de fevereiro de 1993, regulamentou a realização do plebiscito para ocorrer em 21 de abril de 1993.
A maioria dos eleitores votou a favor do regime republicano e do sistema presidencialista, maneira pela qual o país havia sido governado desde a Proclamação da República 104 anos antes – com exceção de uma breve experiência parlamentar entre 1961 e 1963, que também havia sido derrotada num plebiscito. Apesar da veiculação de propaganda eleitoral gratuita nas emissoras de rádio e televisão, o comparecimento às urnas foi relativamente pequeno (74,3%), considerando que o voto é obrigatório no país. 

## Origem
A tentativa de ressurreição da forma de governo monárquica veio do deputado federal Antônio Henrique Bittencourt Cunha Bueno (do Partido Democrático Social de São Paulo), membro da Assembleia Constituinte que aprovou a Constituição. Monarquista e filho de Antônio Sílvio Cunha Bueno, um dos fundadores do PSD em São Paulo, Antônio Henrique propôs a emenda que previa a realização de plebiscito para dar aos eleitores brasileiros a possibilidade de escolherem a forma e o sistema de governo que preferiam. Seus principais argumentos eram o de que, durante o reinado de Dom Pedro II, o Brasil viveu um período de grande estabilidade, e que o movimento monarquista na verdade era antigo, tendo começado em 1889 assim que o Imperador Pedro II foi deposto por um golpe de estado planejado apenas por altos militares (e não pelo povo que na época estava confiante com a princesa Isabel, pelo fim da escravidão). A emenda foi incluída no Ato das Disposições Constitucionais Transitórias, da Constituição. Para garantir a inclusão da emenda, o movimento monarquista obteve a colheita de mais de um milhão de assinaturas em abaixo-assinado.
Em maio de 1992, Antônio Henrique lançou o Movimento Parlamentarista Monárquico (MPM) ao lado de Pedro de Alcântara Gastão de Orléans e Bragança, então líder do ramo de Petrópolis da família imperial brasileira e um dos dois pretendentes ao trono brasileiro. Na visão de Pedro de Alcântara, apenas os petistas eram capazes de rivalizar com a militância monárquica. No ano seguinte, após a turbulência do impeachment de Fernando Collor de Mello, o recém-empossado presidente, Itamar Franco, promulgou a lei número 8.624, regulamentando a realização do plebiscito.

## Campanha
De acordo com alguns institutos de pesquisa, a campanha monárquica foi capaz de obter o apoio de 22% dos eleitores em 1992. Preocupados com isso, os republicanos representados pelos principais partidos políticos da época articularam a formação da Frente Presidencialista (que incluía o PDT, o PT, o PFL, o PMDB e o PTB) de um lado e da Frente Parlamentarista (PSDB) de outro.

## Resultados

### Total de votos
| República       | 43.881.747                       | 66,26%                           |
| Monarquia       | 6.790.751                        | 10,25%                           |
| Votos em branco | 6.813.179                        | 10,29%                           |
| Votos nulos     | 8.741.289                        | 13,20%                           |
| Total           | 67.010.409                       | 100%                             |
| Abstenção       | 23.265.770 (25,7% do eleitorado) | 23.265.770 (25,7% do eleitorado) |

| Presidencialismo | 36.685.630                       | 55,67%                           |
| Parlamentarismo  | 16.415.585                       | 24,91                            |
| Votos em branco  | 3.193.763                        | 4,85%                            |
| Votos nulos      | 9.606.163                        | 14,58%                           |
| Total            | 67.010.409                       | 100%                             |
| Abstenção        | 23.246.143 (25,7% do eleitorado) | 23.246.143 (25,7% do eleitorado) |

### Resultados por estado[8][9]
| Estado              | Eleitorado          | Abstenção         | Forma de governo  | Forma de governo   | Forma de governo  | Forma de governo |
| Estado              | Eleitorado          | Abstenção         | Monarquia         | República          | Nulos             | Brancos          |
| ------------------- | ------------------- | ----------------- | ----------------- | ------------------ | ----------------- | ---------------- |
| Acre                | 237.001 (100%)      | 102.191 (43,1%)   | 11.292 (11,1%)    | 90.520 (88,9%)     | 14.376 (10,6%)    | 18.622 (13,8%)   |
| Alagoas             | 1.041.236 (100,0%)  | 325.352 (31,2%)   | 64.326 (13,4%)    | 414.747 (86,6%)    | 142.350 (19,8%)   | 94.461 (13,2%)   |
| Amapá               | 169.409 (100,00%)   | 73.832 (43,6%)    | 8.838 (10,8%)     | 72.743 (89,2%)     | 5.554 (5,8%)      | 8.442 (8,8%)     |
| Amazonas            | 1.012.167 (100,0%)  | 470.406 (46,5%)   | 63.575 (13,9%)    | 394.427 (86,1%)    | 33.207 (6,1%)     | 50.552 (9,3%)    |
| Bahia               | 6.701.268 (100,00%) | 3.052.930 (48,5%) | 247.454 (9,4%)    | 2.371.859 (90,6%)  | 494.347 (13,5%)   | 534.678 (14,6%)  |
| Ceará               | 3.809.457 (100,00%) | 1.332.959 (35,0%) | 212.748 (11,4%)   | 1.655.965 (88,6%)  | 295.062 (11,9%)   | 312.723 (12,6%)  |
| Distrito Federal    | 908.429 (100,0%)    | 144.507 (15,9%)   | 69.552 (11,2%)    | 550.285 (88,8%)    | 94.667 (12,4%)    | 49.418 (6,4%)    |
| Espírito Santo      | 1.618.431 (100,0%)  | 382.081 (23,7%)   | 134.398 (14,8%)   | 773.667 (85,2%)    | 188.417 (10,8%)   | 139.868 (11,3%)  |
| Goiás               | 2.514.553 (100,0%)  | 766.846 (30,4%)   | 174.937 (13,0%)   | 1.171.341 (87,0%)  | 215.623 (12,3%)   | 185.806 (10,6%)  |
| Maranhão            | 2.590.598 (100,0%)  | 1.518.669 (58,6%) | 63.094 (7,3%)     | 799.739 (92,7%)    | 85.181 (7,9%)     | 123.915 (11,5%)  |
| Mato Grosso         | 1.196.767 (100,0%)  | 480.481 (40,2%)   | 75.689 (13,7%)    | 477.506 (86,3%)    | 73.411 (10,2%)    | 89.680 (12,5%)   |
| Mato Grosso do Sul  | 1.127.470 (100,0%)  | 288.838 (25,6%)   | 92.456 (14,2%)    | 559.890 (85,8%)    | 96.569 (11,5%)    | 89.717 (10,7%)   |
| Minas Gerais        | 10.116.428 (100,0%) | 2.258.639 (22,3%) | 731.714 (12,8%)   | 4.993.712 (87,2%)  | 1.200.918 (15,3%) | 931.445 (11,8%)  |
| Pará                | 2.616.490 (100,0%)  | 1.260.558 (48,2%) | 153.898 (14,3%)   | 922.941 (85,7%)    | 113.001 (8,3%)    | 166.092 (12,2%)  |
| Paraíba             | 1.986.739 (100,0%)  | 660.655 (33,2%)   | 82.876 (8,7%)     | 866.191 (91,3%)    | 201.175 (15,2%)   | 175.842 (13,3%)  |
| Paraná              | 5.495.947 (100,0%)  | 1.189.892 (21,7%) | 420.276 (12,8%)   | 2.855.862 (87,2%)  | 611.048 (14,2%)   | 418.869 (9,7%)   |
| Pernambuco          | 4.247.205 (100,0%)  | 1.357.513 (32,0%) | 222.020 (11,1%)   | 1.787.302 (88,9%)  | 481.357 (16,6%)   | 399.013 (13,8%)  |
| Piauí               | 1.857.832 (100,0%)  | 613.604 (33,0%)   | 48.059 (4,8%)     | 951.774 (95,2%)    | 103.191 (8,3%)    | 141.204 (11,3%)  |
| Rio de Janeiro      | 8.732.024 (100,0%)  | 1.541.654 (17,6%) | 938.964 (16,3%)   | 4.821.310 (83,7%)  | 842.977 (11,7%)   | 587.119 (8,2%)   |
| Rio Grande do Norte | 1.417.805 (100,0%)  | 441.848 (31,2%)   | 58.936 (8,7%)     | 620.418 (91,3%)    | 170.266 (17,4%)   | 126.337 (12,9%)  |
| Rio Grande do Sul   | 6.069.273 (100,0%)  | 941.185 (15,6%)   | 372.469 (8,8%)    | 3.835.721 (91,1%)  | 403.378 (7,9%)    | 516.520 (10,1%)  |
| Rondônia            | 661.331 (100,0%)    | 331.660 (50,1%)   | 37.226 (14,9%)    | 213.098 (85,1%)    | 35.000 (10,6%)    | 44.347 (13,4%)   |
| Roraima             | 101.947 (100,0%)    | 42.465 (41,7%)    | 5.121 (10,5%)     | 43.872 (89,5%)     | 4.093 (6,8%)      | 6.396 (10,7%)    |
| Santa Catarina      | 2.974.926 (100,0%)  | 507.669 (17,0%)   | 272.577 (14,5%)   | 1.611.149 (85,5%)  | 343.173 (13,9%)   | 240.328 (9,7%)   |
| São Paulo           | 19.812.705 (100,0%) | 2.538.737 (12,8%) | 2.210.203 (16,6%) | 11.109.007 (83,4%) | 2.487.620 (14,4%) | 1.467.136 (8,5%) |
| Sergipe             | 891.788 (100,0%)    | 291.995 (32,7%)   | 48.252 (11,5%)    | 372.350 (88,5%)    | 109.413 (18,2%)   | 69.778 (11,6%)   |
| Tocantins           | 621.900 (100,00%)   | 348.574 (56,1%)   | 19.601 (9,3%)     | 191.524 (90,7%)    | 23.442 (8,6%)     | 38.759 (14,2%)   |